# Skarboszewo (województwo mazowieckie)
Skarboszewo – wieś sołecka w Polsce położona w województwie mazowieckim, w powiecie płońskim, w gminie Naruszewo.
W latach 1975–1998 miejscowość położona była w województwie ciechanowskim.